# The Beatles (album)
The Beatles (popularnie: The White Album) – album brytyjskiego zespołu rockowego The Beatles, będący dziewiątym w ich dyskografii. Wydany został w 1968 roku jako podwójny album, którego producentem był George Martin.

## Oprawa graficzna
Okładka zaprojektowana została przez artystę pop-art Richarda Hamiltona, we współpracy z Paulem McCartneyem. Nieznacznie poniżej środka prawej strony albumu została wytłoczona nazwa zespołu. Na okładce znalazł się także niepowtarzalny numer seryjny, co miało spowodować, według Hamiltona, „ironiczną sytuację ponumerowanego wydania czegoś w liczbie pięciu milionów kopii”. W 2008 roku na eBayu sprzedano oryginalne wydanie albumu z numerem 0000005 za kwotę 19 201 GBP. W 2015 roku egzemplarz The Beatles należący do Ringo Starra, o numerze 0000001, został sprzedany na aukcji za sumę 790 000 USD.

## Wyróżnienia
- W 1997 roku album The Beatles został uznany za dziesiątą najlepszą płytę w dziejach muzyki w konkursie „Music of Millennium”
- W 1998 roku „Q” umieścił go na 17 miejscu, a TV Network w 2003 umieściła go na 11 miejscu w analogicznych konkursach do poprzedniego.
- W 2003 został sklasyfikowany jako 10 z 500 najlepszych albumów muzycznych w konkursie organizowanym przez amerykańskie czasopismo „Rolling Stone”[21].
- Album zdobył 19 platynowych płyt w USA.

## Lista utworów
Jeśli nie opisano inaczej, wszystkie utwory autorstwa spółki Lennon/McCartney
| Strona pierwsza | Strona pierwsza                           | Strona pierwsza  | Strona pierwsza |
| Nr              | Tytuł utworu                              | Wokal prowadzący | Długość         |
| --------------- | ----------------------------------------- | ---------------- | --------------- |
| 1.              | „Back in the U.S.S.R.”                    | McCartney        | 2:43            |
| 2.              | „Dear Prudence”                           | Lennon           | 3:56            |
| 3.              | „Glass Onion”                             | Lennon           | 2:17            |
| 4.              | „Ob-La-Di, Ob-La-Da”                      | McCartney        | 3:08            |
| 5.              | „Wild Honey Pie”                          | McCartney        | 0:52            |
| 6.              | „The Continuing Story of Bungalow Bill”   | Lennon, Yoko Ono | 3:13            |
| 7.              | „While My Guitar Gently Weeps” (Harrison) | Harrison         | 4:45            |
| 8.              | „Happiness Is a Warm Gun”                 | Lennon           | 2:43            |
|                 |                                           |                  | 23:37           |

| Strona druga | Strona druga                      | Strona druga     | Strona druga |
| Nr           | Tytuł utworu                      | Wokal prowadzący | Długość      |
| ------------ | --------------------------------- | ---------------- | ------------ |
| 1.           | „Martha My Dear”                  | McCartney        | 2:28         |
| 2.           | „I'm So Tired”                    | Lennon           | 2:03         |
| 3.           | „Blackbird”                       | McCartney        | 2:18         |
| 4.           | „Piggies” (Harrison)              | Harrison         | 2:04         |
| 5.           | „Rocky Raccoon”                   | McCartney        | 3:32         |
| 6.           | „Don't Pass Me By” (Starkey)      | Starr            | 3:50         |
| 7.           | „Why Don't We Do It in the Road?” | McCartney        | 1:40         |
| 8.           | „I Will”                          | McCartney        | 1:45         |
| 9.           | „Julia”                           | Lennon           | 2:54         |
|              |                                   |                  | 22:34        |

| Strona trzecia | Strona trzecia                                              | Strona trzecia    | Strona trzecia |
| Nr             | Tytuł utworu                                                | Wokal prowadzący  | Długość        |
| -------------- | ----------------------------------------------------------- | ----------------- | -------------- |
| 1.             | „Birthday”                                                  | McCartney, Lennon | 2:42           |
| 2.             | „Yer Blues”                                                 | Lennon            | 4:01           |
| 3.             | „Mother Nature's Son”                                       | McCartney         | 2:47           |
| 4.             | „Everybody's Got Something to Hide Except Me and My Monkey” | Lennon            | 2:24           |
| 5.             | „Sexy Sadie”                                                | Lennon            | 3:15           |
| 6.             | „Helter Skelter”                                            | McCartney         | 4:29           |
| 7.             | „Long, Long, Long” (Harrison)                               | Harrison          | 3:03           |
|                |                                                             |                   | 22:41          |

| Strona czwarta | Strona czwarta             | Strona czwarta                             | Strona czwarta |
| Nr             | Tytuł utworu               | Wokal prowadzący                           | Długość        |
| -------------- | -------------------------- | ------------------------------------------ | -------------- |
| 1.             | „Revolution 1”             | Lennon                                     | 4:15           |
| 2.             | „Honey Pie”                | McCartney                                  | 2:40           |
| 3.             | „Savoy Truffle” (Harrison) | Harrison                                   | 2:54           |
| 4.             | „Cry Baby Cry”             | Lennon, McCartney                          | 3:02           |
| 5.             | „Revolution 9”             | Lennon, Harrison, George Martin i Yoko Ono | 8:13           |
| 6.             | „Good Night”               | Starr                                      | 3:11           |
|                |                            |                                            | 24:15          |

## Muzycy

### The Beatles
- John Lennon – śpiew, gitara prowadząca i rytmiczna, gitara basowa cztero- i sześciostrunowa, fortepian, fortepian elektryczny, organy Hammonda, fisharmonia, melotron, instrumenty perkusyjne (bębenek baskijski, marakasy, uderzanie w tylną ściankę gitary akustycznej, klaskanie, perkusja wokalna), harmonijka ustna, saksofon, gwizdanie, sample, efekty dźwiękowe
- Paul McCartney – śpiew, gitara prowadząca i rytmiczna, gitara basowa cztero- i sześciostrunowa, fortepian, fortepian elektryczny, organy Hammonda, perkusja w „Back in the U.S.S.R.” i „Dear Prudence”, kotły i inne instrumenty perkusyjne (bębenek baskijski, klaskanie, perkusja wokalna), flet prosty, skrzydłówka, efekty dźwiękowe
- George Harrison – śpiew, gitara prowadząca i rytmiczna, gitara basowa cztero- i sześciostrunowa, organy Hammonda, różne instrumenty perkusyjne (bębenek baskijski, dzwonek, klaskanie, perkusja wokalna), efekty dźwiękowe
- Ringo Starr – perkusja i inne instrumenty perkusyjne (tamburyn, bongosy, talerze, marakasy, perkusja wokalna), śpiew w „Don't Pass Me By”, fortepian elektryczny w „Don't Pass Me By”, dzwonek w „Don't Pass Me By”, podkład wokalny w „The Continuing Story of Bungalow Bill”

### Personel
- George Martin – produkcja, miksowanie; aranże na instrumenty smyczkowe, dęte blaszane, klarnet oraz orkiestrę; dyrygowanie; fortepian w „Rocky Racoon”
- Chris Thomas – produkcja, melotron w „The Continuing Story of Bungalow Bill”, klawesyn w „Piggies”, fortepian w „Long, Long, Long”
- Geoff Emerick – inżynieria dźwięku, śpiew w „Revolution 1”
- Ken Scott – inżynieria dźwięku, miksowanie

### Gościnnie
- Eric Clapton – gitara prowadząca w „While my Guitar Gently Weeps”
- Jack Fallon – skrzypce w „Don't Pass Me By”
- Jimmy Scott – kongi w „Ob-La-Di-Ob-La-Da”
- Mal Evans – podkład wokalny i klaskanie w „Dear Prudence” i „The Continuing Story of Bungalow Bill”, saksofon i efekty dźwiękowe w „Helter Skelter”
- Jackie Lomax – podkład wokalny i klaskanie w „Dear Prudence”
- Yoko Ono – podkład wokalny i klaskanie w „The Continuing Story of Bungalow Bill”, sample i efekty dźwiękowe w „Revolution 9”, podkład wokalny w „Birthday”
- Linda McCartney – podkład wokalny w „Birthday”
- Maureen Starkey – podkład wokalny w „The Continuing Story of Bungalow Bill”
- Pattie Boyd – podkład wokalny w „The Continuing Story of Bungalow Bill”

### Muzycy sesyjni
- Henry Datyner, Eric Bowie, Norman Lederman, Ronald Thomas – skrzypce w „Glass Onion”
- Bernard Miller, Dennis McConnell, Lou Soufier, Les Maddox – skrzypce „Martha My Dear”
- John Underwood, Keith Cummings – altówki w „Glass Onion”
- Leo Birnbaum, Henry Myerscough – altówki w „Martha My Dear”
- Reginald Kilby – wiolonczela w „Glass Onion” i „Martha My Dear”
- Eldon Fox – wiolonczela w „Glass Onion”
- Frederick Alexander – wiolonczela w „Martha My Dear”
- Leon Calvert – trąbka i skrzydłówka w „Martha My Dear”
- Stanley Reynolds, Ronnie Hughes – trąbki w „Martha My Dear”
- Tony Tunstall – waltornia w „Martha My Dear”
- Ted Barker – puzon w „Martha My Dear”
- Alf Reece – tuba w „Martha My Dear”
- Harry Klein – klarnet w „Honey Pie”, saksofon w „Savoy Truffle”
- The Mike Sammes Singers – podkład wokalny w „Good Night”